# لويد ولز
لويد ولز (بالإنجليزية: Lloyd Wells)‏ هو عازف قيثارة جاز أمريكي، ولد في 22 أبريل 1938 في لاوريل في الولايات المتحدة.